# Jon Rolf Skamo Hope
Jon Rolf Skamo Hope (* 17. Februar 1998) ist ein norwegischer Skilangläufer.

## Werdegang
Hope, der für den Hyen IL startet, nahm von 2015 bis 2018 an Juniorenrennen teil. Dabei belegte er bei den Nordischen Junioren-Skiweltmeisterschaften 2016 in Râșnov den 18. Platz über 10 km klassisch. Im folgenden Jahr wurde er norwegischer Juniorenmeister über 10 km klassisch und 20 km Freistil und gewann bei den Nordischen Junioren-Skiweltmeisterschaften in Soldier Hollow die Goldmedaille mit der Staffel. Zudem errang er dort den 17. Platz im Skiathlon. Bei den Nordischen Junioren-Skiweltmeisterschaften 2018 in Goms holte er die Silbermedaille im Skiathlon und jeweils die Goldmedaille über 10 km klassisch und mit der Staffel. In der Saison 2018/19 startete er in Östersund erstmals im Scandinavian-Cup und errang dabei den 101. Platz im Sprint. Bei den U23-Weltmeisterschaften 2020 in Oberwiesenthal wurde er Zwölfter über 15 km klassisch und Sechster im 30-km-Massenstartrennen. In der Saison 2020/21 gewann er bei den U23-Weltmeisterschaften 2021 in Vuokatti die Goldmedaille mit der Mixed-Staffel und errang dort zudem über 15 km Freistil den 12. Platz. Im März 2021 absolvierte er im Engadin seine ersten Weltcuprennen. Dabei belegte er den 44. Platz im 15-km-Massenstartrennen und holte tags darauf mit dem 12. Platz in der Verfolgung seine ersten Weltcuppunkte.